# サワードウ

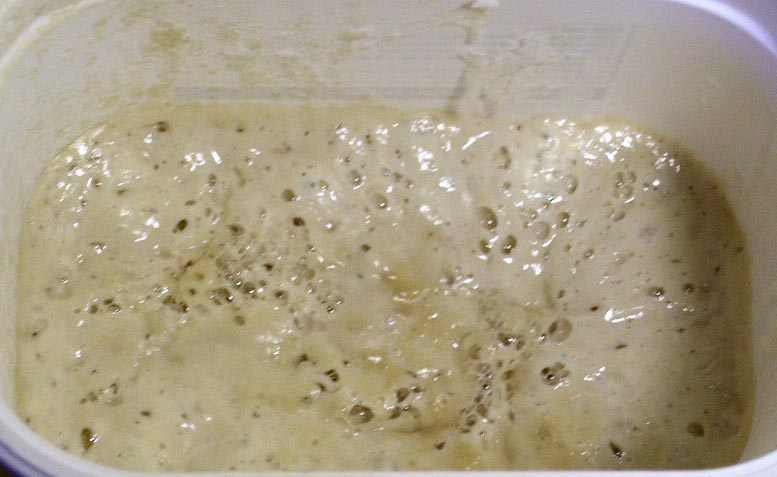
よく発酵させたサワードウ

サワードウ（sourdough）またはサワー種（-だね）は、小麦やライ麦の粉と水を混ぜてつくる生地に、乳酸菌と酵母を主体に複数の微生物を共培養させた伝統的なパン種。パン酵母（イースト）を純粋培養したものと同様にパンの膨張剤に用いる。乳酸菌が発酵の過程で生産する乳酸により、サワードウを使ったパン（サワードウ・ブレッド、サワーブレッド）は特有の強い酸味と風味をもつ。

## 培養する
サワードウそのものをつくるには、小麦粉やライ麦粉を水と混ぜ、室温でしばらく放置すればよい。穀物のデンプンと水が接触すると、穀物自体に含まれる酵素のアミラーゼによってデンプンが加水分解され、マルトース（麦芽糖）をはじめとする糖類が生じる。穀物表面や空気中に存在している乳酸菌はマルトースを代謝してグルコースやフルクトースなどを生産し、さらにこれらを栄養源として酵母が生長する。新鮮な穀物粉と水を定期的に補給し、温度などの環境を適切に保持すれば、数日で乳酸菌と酵母が安定に共生したサワードウが出来上がる。
安定したサワードウには出芽酵母 Saccharomyces cerevisiae と乳酸桿菌 Lactobacillus sanfranciscensis が主に生育しており、個体数では乳酸菌が酵母の100倍から1000倍ほど多く存在する。これは乳酸菌がデンプン由来のマルトースを直接栄養源とできるものの、酵母はマルトースを利用できず乳酸菌の代謝産物であるグルコースなどに依存しているためである。この共生系は菌類の生産する酸や抗菌性物質の影響で他の雑菌が繁殖しにくくなっており、粉と水を補給すればいつまでも培養し続けることができる。
サワードウに含まれる酵母と乳酸菌の種類や比率は、その土地の気温や湿度、標高などの環境によって変化する。このため、同じサワードウを使っても出来上がるパンの風味は土地によって変化する。また、伝統的な製パン所では何年も同じサワードウを培養し続けて使うため、その過程で店ごとに菌類の種類や組成に差が生じている。結果として、出来上がるパンは店ごとに個性的な風味をもつ。
安定したサワードウをつくるコツは幾通りか知られている。精白粉よりもミネラルを多く含む全粒粉は発酵を促進し、塩素殺菌された水は発酵を阻害するといわれる。麦芽はマルターゼを多く含むので添加するとデンプンの分解がすすみ乳酸菌が生育しやすくなる。酵母のエネルギー源であるグルコースを添加すると酵母がよく生長する。穀物の表面には通常たくさんの菌類が付着しているが、精白・加工したものでは十分でないこともあるため、発酵が進まない場合はブドウの粒（皮に多くの微生物が付着している）などを加えることもある。
実際には安定したサワードウを作成・維持するには時間と技術が必要なため、毎日使用する製パン業者以外は食料品店などから入手するのが一般的である。

## パンを焼く

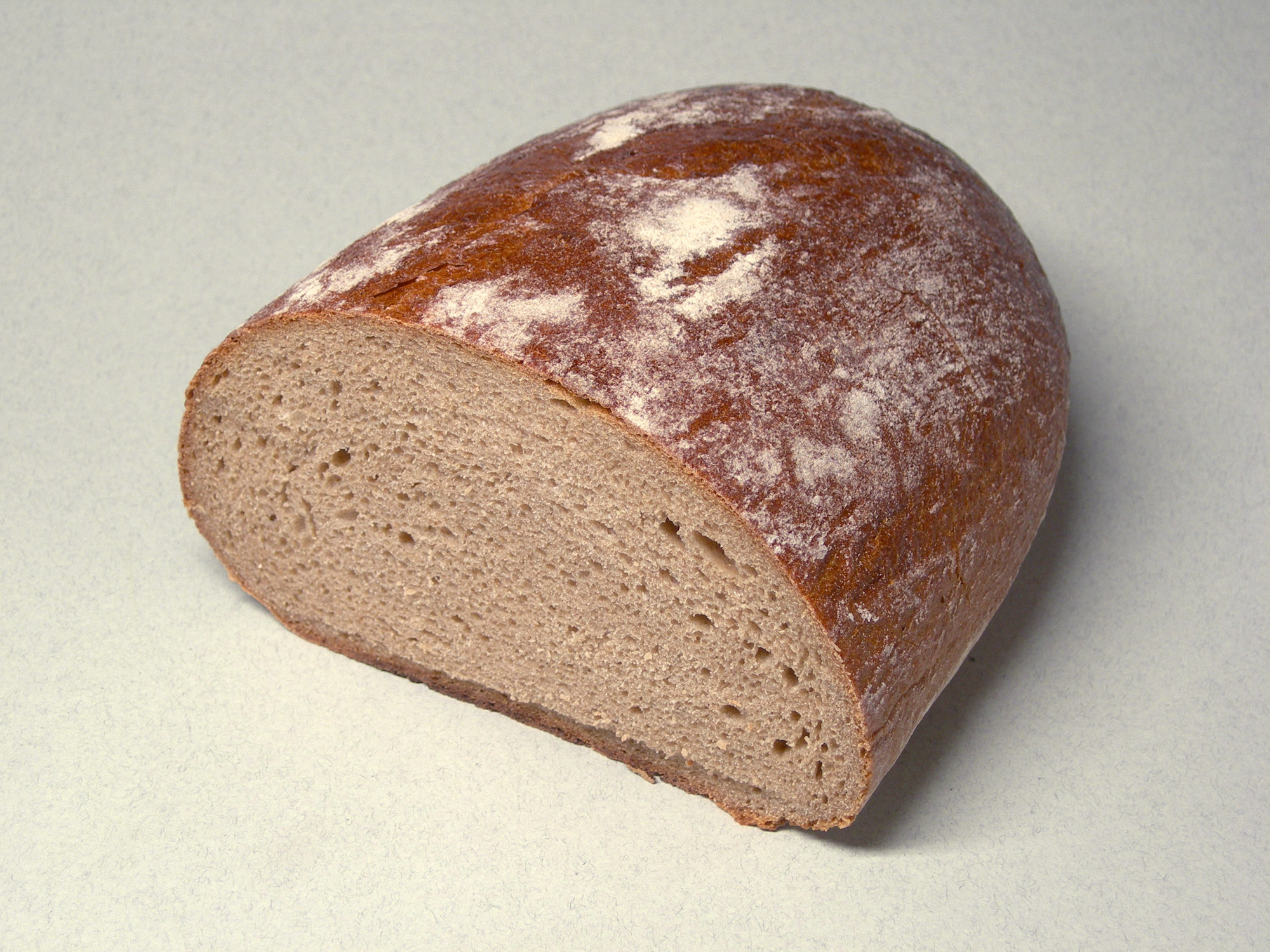
サワードウをつかって焼いた黒パン。目が詰まってずっしりとしている

サワードウを使ってパンを焼くには、まず「スターター」または「マザー・スポンジ」と呼ばれる発酵したサワードウを準備する。スターターに4-5倍の量の粉を加え、水と共によくこねてパン生地とする。この生地の一部を取り分けて室温で保存しておくと、自然に発酵が進んで次にパンを焼くときに再び「スターター」として使うことができる。
よくこねた生地を室温で数時間から一日ねかせると、穀物粉に含まれるデンプンやタンパク質が乳酸菌と酵母の作用によって各種の糖分やアミノ酸、乳酸や酢酸、エタノールなどに転換され、パンに独特の酸味と風味が生じる。また、発酵の過程で放出される二酸化炭素によってパンが膨らむ。ただし、乳酸の影響で酵母があまり二酸化炭素を発生させないことや、パン生地のグルテンが酸や微生物の作るタンパク質分解酵素によって弱められ、粘りが低くなって発生した二酸化炭素が抜け出てしまうことなどの理由により、一般的にサワードウを使ったパン生地はイーストを使ったものに比べて膨らみにくい。このため、焼きあがったパンは密度が高く、ずっしりとした食感となる。

## 歴史と文化

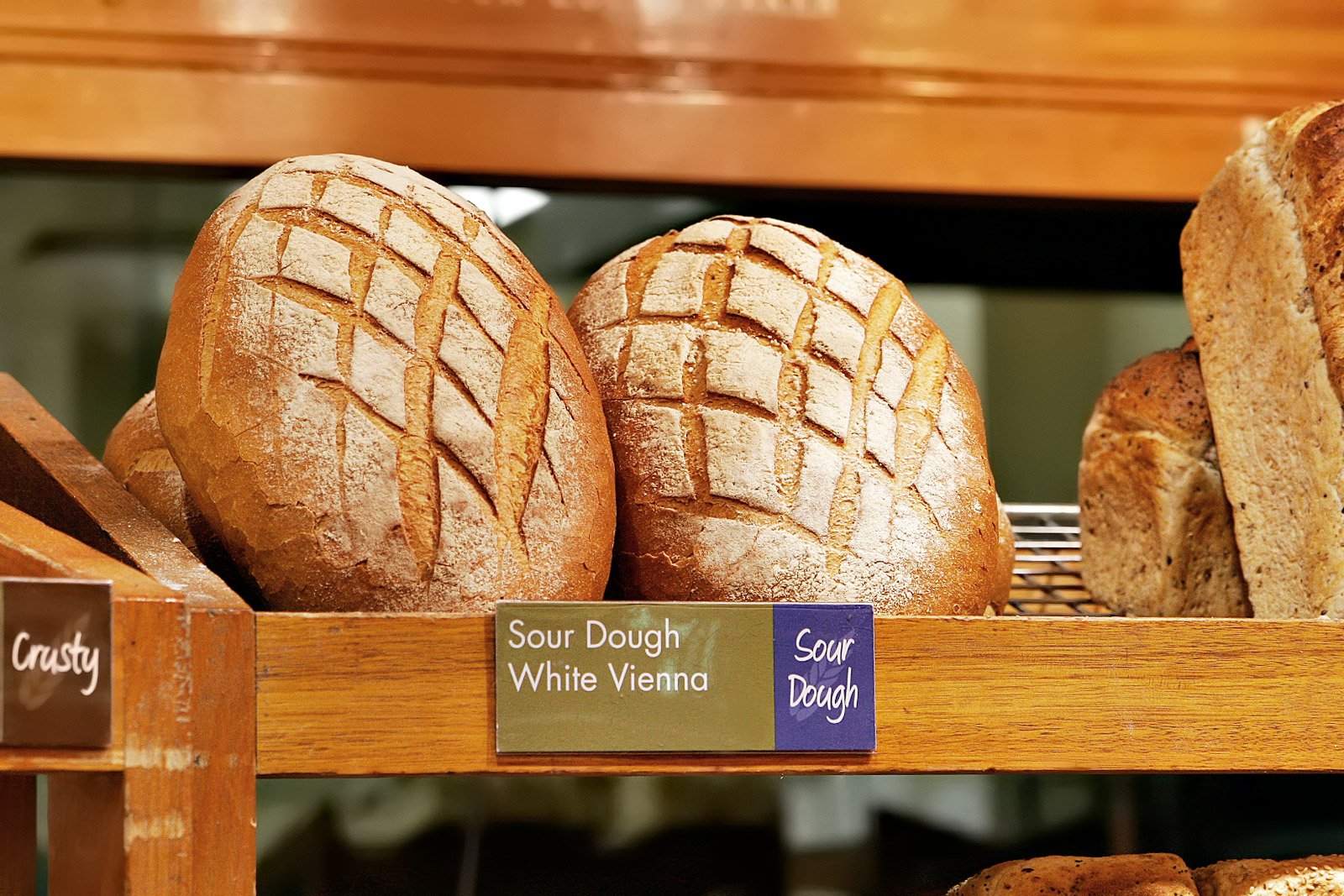
サワードウ・ブレッド

北ヨーロッパで一般的なライ麦粉だけから作るライ麦パンは、ふつうサワードウを使って膨らませる。ライ麦はグルテンを十分に含んでいないため、イーストは膨張剤として役にたたない。一方、サワードウはパン生地を酸性にするため、デンプンが部分的にゲル化し発生する二酸化炭素を泡として取り込んで膨らむ。
南ヨーロッパにおいても、フランスパンやパネットーネにはもともとサワードウが用いられてきた。しかし、徐々に生長の早いイーストが代わりに使われるようになってきている。
アメリカ合衆国では、サワードウ・ブレッドはサンフランシスコ名物として広く知られている。1849年にはじまったゴールドラッシュ中のカリフォルニア州北部では、主にサワードウ・ブレッドが食べられていた。この時代の名残として、サワードウは金鉱掘りのニックネームとなり、現在のサンフランシスコ・フォーティナイナーズのマスコット「サワードウ・サム」に引き継がれている。
150年以上が経過した今日でも、サワードウ文化はサンフランシスコに定着している。サンフランシスコのサワードウ・ブレッドは鋭い酸味があることで知られており、シーフードやスープと相性がよく、クラムチャウダーやチリコンカーンと共によく食べられる。また、サワードウ中に生育する代表的な乳酸菌種 Lactobacillus sanfranciscensis の学名はサンフランシスコに由来している。